# Sarcolestes
Sarcolestes ist eine kaum bekannte Gattung der Vogelbeckensaurier (Ornithischia) aus der Gruppe der Ankylosauria.
Bislang ist von Sarcolestes lediglich ein teilweise erhaltener Unterkiefer bekannt, der an der Außenseite eine Ornamentation aufweist. Ansonsten ist über den Körperbau dieses Dinosauriers nichts bekannt.
Die fossilen Überreste von Sarcolestes wurden in Cambridgeshire in England gefunden und 1893 von Richard Lydekker erstbeschrieben. Der Name bedeutet „Fleischräuber“, da Lydekker den Fund für einen fleischfressenden Dinosaurier hielt. Erst in den 1980er-Jahren wurde durch Peter Galton festgestellt, dass es sich dabei um einen Ankylosaurier handelt. Typusart und einzig bekannte Art ist S. leedsi.
Der Fund wird in den Mitteljura (Callovium) auf ein Alter von ca. 166 bis 163 Millionen Jahre datiert, damit ist Sarcolestes der älteste bekannte Vertreter der Ankylosauria. Manchmal wird er innerhalb der Ankylosauria in die Nodosauridae eingeordnet, M. Vickaryous et al. (2004) halten den Fund jedoch zu spärlich für eine genauere Systematisierung und führen ihn als Ankylosauria incertae sedis.